# Gruppo misto nella XV legislatura
Nella XV Legislatura, iniziata il 28 aprile 2006, il gruppo misto è un gruppo parlamentare costituito sia alla Camera dei Deputati che al Senato della Repubblica.

## Camera dei Deputati

### Ufficio di presidenza
| Carica         | Deputato          | Componente di appartenenza      |
| -------------- | ----------------- | ------------------------------- |
| Presidente     | Siegfried Brugger | Minoranze linguistiche          |
| Vicepresidenti | Teodoro Buontempo | La Destra                       |
| Vicepresidenti | Vincenzo Oliva    | MPA - Movimento per l'Autonomia |

### Componenti politiche
| Denominazione componente | Denominazione componente        | Data costituzione  | Deputati che ne fanno parte |
| ------------------------ | ------------------------------- | ------------------ | --- |
|                          | MPA - Movimento per l'Autonomia | 17/05/2006         | 6 (Carmelo Lo Monte, Riccardo Minardo, Sebastiano Neri, Vincenzo Oliva, Pietro Rao, Giuseppe Maria Reina). |
|                          | Minoranze Linguistiche          | 04/05/2006         | 5 (Giacomo Bezzi, Siegfried Brugger, Roberto Rolando Nicco, Johann Georg Widmann, Karl Zeller). |
|                          | La Destra                       | 10/09/2007         | 4 (Teodoro Buontempo, Daniela Garnero Santanchè, Antonio Pezzella, Roberto Salerno). |
|                          | Non iscritti                    | Inizio legislatura | 18 (Emerenzio Barbieri, Gerardo Bianco, Salvatore Cannavò, Daniele Capezzone, Gino Capotosti, Giorgio Carta, Riccardo Conti, Paolo Del Mese, Carlo Giovanardi, Giorgio La Malfa, Francesco Paolo Lucchese, Cosimo Mele, Ricardo Antonio Merlo, Francesco Nucara, Giovanni Ricevuto, Federica Rossi Gasparrini, Bruno Tabacci, Italo Tanoni). |

### Componenti cessate
| Denominazione componente | Denominazione componente                  | Data costituzione | Data scioglimento |
| ------------------------ | ----------------------------------------- | ----------------- | ----------------- |
|                          | Comunisti Italiani                        | 04/05/2006        | 17/05/2006        |
|                          | Democrazia Cristiana - Partito Socialista | 04/05/2006        | 17/05/2006        |
|                          | La Rosa nel Pugno                         | 04/05/2006        | 17/05/2006        |
|                          | Popolari UDEUR                            | 04/05/2006        | 17/05/2006        |
|                          | Verdi                                     | 04/05/2006        | 17/05/2006        |
|                          | Repubblicani, Liberali, Riformatori       | 16/03/2007        | 18/03/2008        |
|                          | Socialisti per la Costituente             | 19/11/2007        | 01/02/2008        |

## Senato della Repubblica

### Ufficio di Presidenza
| Carica         | Deputato            | Componente di appartenenza |
| -------------- | ------------------- | -------------------------- |
| Presidente     | Aniello Formisano   | Italia dei Valori          |
| Vicepresidenti | Tommaso Barbato     | Popolari UDEUR             |
| Vicepresidenti | Stefano Losurdo     | La Destra                  |
| Vicepresidenti | Accursio Montalbano | Partito Socialista         |
| Segretario     | Fabio Giambrone     | Italia dei Valori          |

### Componenti politiche
| Denominazione componente | Denominazione componente                         | Data costituzione  | Senatori che ne fanno parte |
| ------------------------ | ------------------------------------------------ | ------------------ | --- |
|                          | Italia dei Valori (IdV)                          | 28/04/2006         | 3 (Giuseppe Caforio, Aniello Formisano, Fabio Giambrone). |
|                          | La Destra (LD)                                   | 29/07/2007         | 3 (Stefano Losurdo, Stefano Morselli, Francesco Storace). |
|                          | Partito Socialista (PS)                          | 18/07/2007         | 3 (Gavino Angius, Roberto Barbieri, Accursio Montalbano). |
|                          | Unione Liberaldemocratici (UL)                   | 10/12/2007         | 3 (Natale Maria Alfonso D'Amico, Lamberto Dini, Giuseppe Scalera). |
|                          | Popolari UDEUR                                   | 28/04/2006         | 2 (Tommaso Barbato, Clemente Mastella). |
|                          | Unione Democratica per i Consumatori (UD-Consum) | 04/02/2008         | 2 (Roberto Manzione, Willer Bordon). |
|                          | Partito Democratico Meridionale (PDM)            | 28/04/2006         | 1 (Pietro Fuda). |
|                          | Italiani nel Mondo (Inm)                         | 25/09/2006         | 1 (Sergio De Gregorio). |
|                          | Movimento Politico dei Cittadini (Mpc)           | 27/02/2007         | 1 (Fernando Rossi). |
|                          | Sinistra Critica (SC)                            | 23/02/2007         | 1 (Franco Turigliatto). |
|                          | Movimento Federativo Civico Popolare (MCFP)      | 13/03/2008         | 1 (Mario Baccini). |
|                          | Non iscritti                                     | Inizio legislatura | 10 (Giulio Andreotti, Carlo Azeglio Ciampi, Emilio Colombo, Francesco Cossiga, Domenico Fisichella, Rita Levi-Montalcini, Luigi Pallaro, Sergio Pininfarina, Franca Rame, Oscar Luigi Scalfaro). |

### Componenti cessate
| Denominazione componente | Denominazione componente                       | Data costituzione | Data scioglimento |
| ------------------------ | ---------------------------------------------- | ----------------- | ----------------- |
|                          | Per le Autonomie (Aut)                         | 28/04/2006        | 17/05/2006        |
|                          | Democrazia Cristiana per le Autonomie (DC-Aut) | 28/04/2006        | 29/05/2006        |
|                          | Movimento per l'Autonomia (MA)                 | 28/04/2006        | 29/05/2006        |
|                          | Italia di Mezzo (Idm)                          | 19/10/2006        | 10/06/2007        |